# Peribaea normula
Peribaea normula là một loài ruồi trong họ Tachinidae.